# UV Piscium
UV Piscium, är en dubbelstjärna i den södra delen av stjärnbilden Fiskarna. Den har en genomstittlig skenbar magnitud av ca 8,98 och kräver ett mindre teleskop för att kunna observeras. Baserat på parallax enligt Gaia Data Release 3 på ca 14,1 mas, beräknas den befinna sig på ett avstånd på ca 232 ljusår (ca 71 parsek) från solen. Den rör sig bort från solen med en heliocentrisk radialhastighet på ca 6,5 km/s. Stjärnans position nära ekliptikan innebär att den är föremål för ockultationer med månen.

## Historik
UV Piscium befanns vara variabel av H. Huth 1959. Han bestämde att den var en förmörkelsevariabel och publicerade den första ljuskurvan med en period på 20,67 timmar. R. B. Carr antog 1969 att den skulle vara en variabel av Algol-typ med en mindre tidvattenförvrängning av komponenterna, plus en stor, avvikande asymmetri i ljuskurvan. D. S. Hall klassade den 1976 som en kortperiodisk dubbelstjärna av typen RS Canum Venticorum. Året därpå upptäcktes variabel, icke-termisk radiostrålning från konstellationen, den första som upptäcktes för en kortperiodig dubbelstjärna.

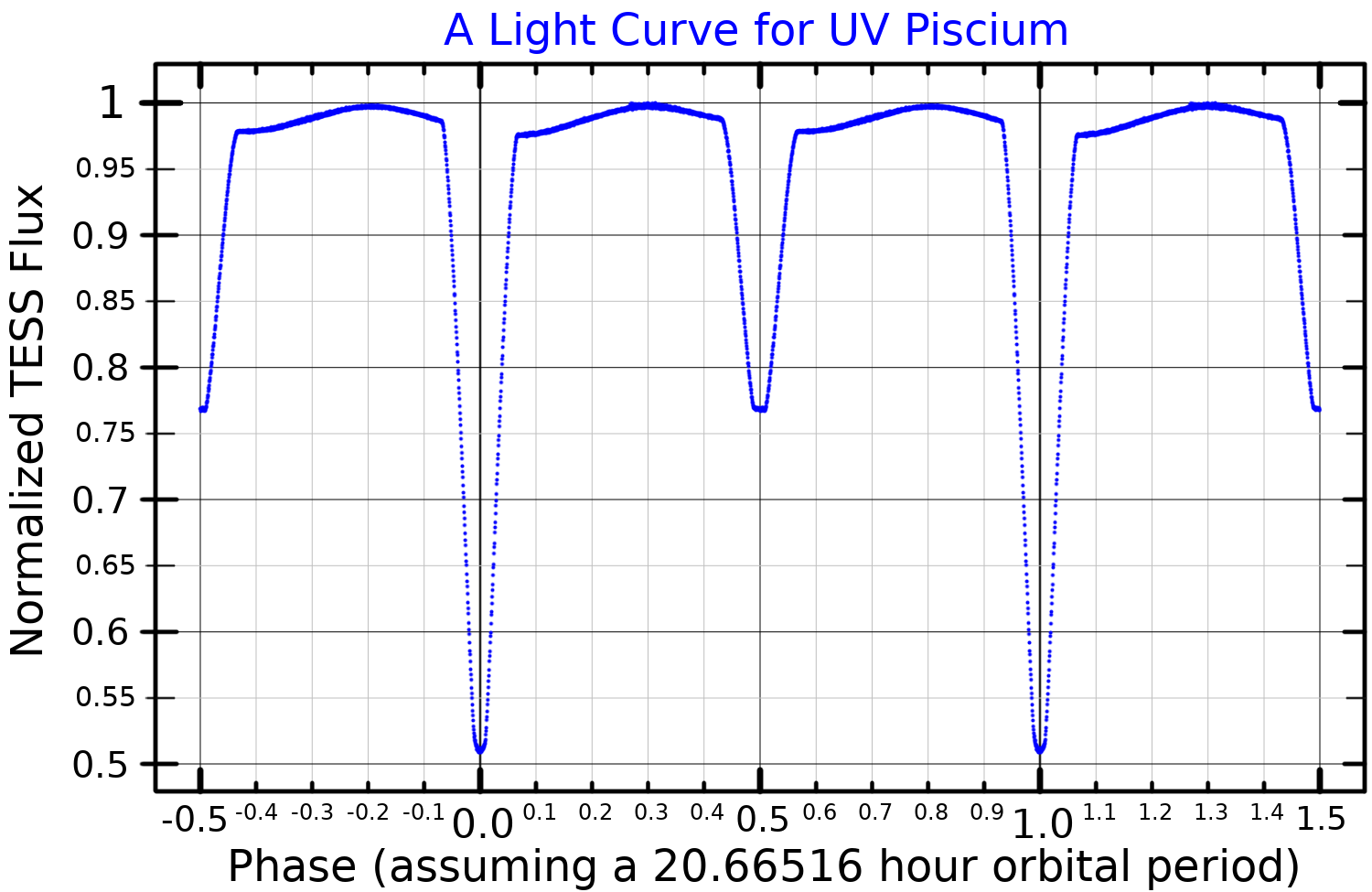
En ljuskurva för UV Piscium, plottad efter TESS-data.

Daniel M. Popper hittade 1969 ett dubbelsidigt spektrum av G-typ med båda komponenterna som visar utsläpp i H- och K-linjerna. År 1979 drog A. R. Sadik slutsatsen att konstellationen är en fristående dubbelstjärna och föreslog att en ljusstark, hot spot kan orsaka den observerade asymmetrin i ljuskurvan. Han ansatte spektralklass G2 V och K0 IV för primärstjärnan respektive följeslagaren. Med förbättrade spektra placerade Popper de två stjärnorna i huvudserien med spektraltyp G5 och K3. Förekomsten av en protuberans antogs 1992, och en flare av Hα observerades året därpå.

## Egenskaper
Primärstjärnan UV Piscium A är en gul till gul stjärna i huvudserien av spektralklass G5 V. Den har en massa som är ca 1,0 solmassa, en radie som är ca 1,1 solradie och har en effektiv temperatur av ca 5 800. Följeslagaren anses idag (2022) vara en mindre stjärna i huvudserien av spektraltyp K.
UV Piscium är en snäv dubbelstjärna med en omloppsperiod på 0,86 dygn. Banan är cirkulär och komponenterna roterar snabbt, synkroniserat med sin omloppsperiod. Denna rotationshastighet gör båda stjärnorna magnetiskt aktiva, med genomsnittliga magnetfältstyrkor på 137 Gauss och 88 Gauss för primärstjärnan respektive följeslagaren. Magnetiska aktivitetscykler verkar få omloppstiden att variera med en 61-årsperiod.